# Курьи (санаторий)

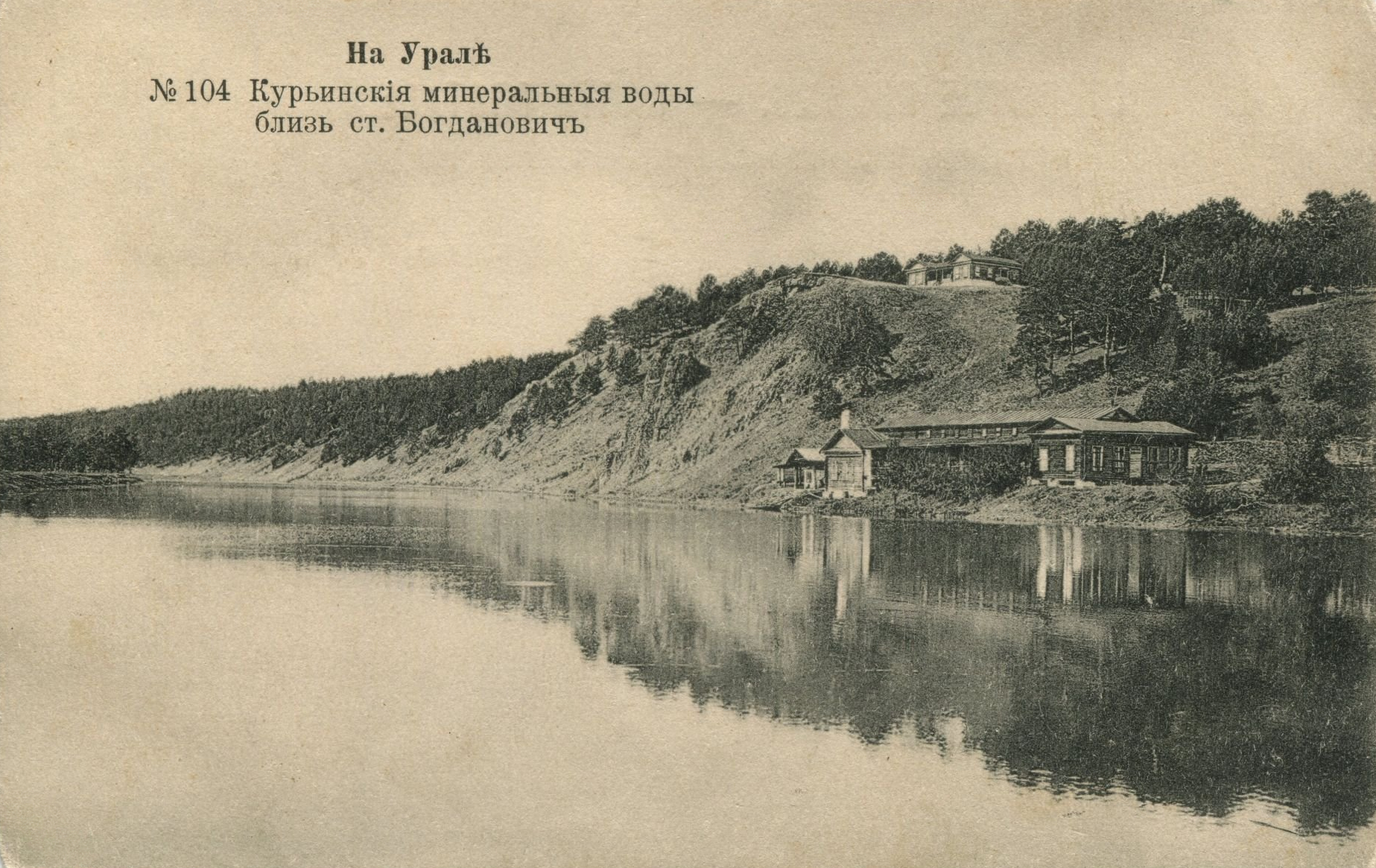
Курьинские минеральные воды в начале XX века

Курьи, Курорт Курьи — курорт-санаторий в Сухоложском районе Свердловской области России. Находится в селе Курьи. Основан в 1870 году. Минеральный источник на территории санатория относится к разряду щелочных железистокислых минеральных вод.
Находится в сосновом бору на северном скалистом берегу реки Пышмы. На территории санатория расположен лесопарк с аллеей, ведущей к скале Три Сестры, которая возвышается над рекой Пышмой. На вершине скалы стоит каменная беседка-ротонда «Храм Воздуха», построенная в конце XIX века.

Основан в 1870 году под названием «Курьинские минеральные воды». Находился в аренде британского подданного И. Е. Ятеса. Он построил лечебные корпуса, проложил дорожки, соорудил деревянную лестницу, идущую вверх от Пантелеевского ключа и высадил с обеих сторон липы. Липовая аллея считается природным памятником. По приглашению Ятеса на водах в 1888—1889 гг. лечился и отдыхал писатель Д. Н. Мамин-Сибиряк, в 1903 году здесь лечилась его сестра Елизавета. В 1918 году на территории курорта была размещена детская питательная колония. В 1964-м в Курьях побывал поэт Степан Щипачев. В годы Великой Отечественной войны здесь размещался госпиталь.
В рассказе «Зверство» Д. Н. Мамин-Сибиряк так описывал курортную местность:
Красиво дремлет на крутом берегу кучка домиков, спрятавшихся на вековом бору. У самой воды вытянулось деревянное здание, где чающие исцеления пьют железную воду и принимают ванны. Это провинциальные «минерашки», забравшиеся на сибирскую сторону Урала. Местное название — Курьи. Публика уже привыкла к ним и охотно их посещает, особенно благодаря удобствам, которые доставляет Уральская железная дорога, — по ней до вод рукой подать. … Мы знаем только то, что Курьи очень многим помогли, что они доступны самым небогатым людям и что наконец несколько деревень живут недурно благодаря «наезжающим господам». В зной публика прячется по квартирам или бродит по парку, и только самые неугомонные и точные курсовые дамы торопливо пробираются к ванным… Сделав определённый круг по крутому угору, спускаюсь к реке и по пыльной дороге иду к парку, где так хорошо отдохнуть сейчас…